# Maria del Mar Bonet
Maria del Mar Bonet i Verdaguer (Palma, Maiorca, 27 de abril de 1947) é uma cantora Espanhola especializada em música tradicional, tanto maiorquina como de todo o Mediterrâneo, e na musicalização de poesia. Debutante como cantora nos anos 60 fez parte do movimento da Canção Nova (em catalão Nova Cançó.)
É também pintora e editou o livro de poesia Secreta veu com pinturas próprias.

## Biografia
É filha do jornalista, novelista, pintor e autor teatral de Palma Joan Bonet Gelabert. Desde pequena aprendeu canções tradicionais das Baleares. Entre os 11 e os 13 anos fez parte do coro Stella Maris fundado e dirigido pelo maestro Llorenç Galmés, músico menorquino e pesquisador do folclore musical de Menorca, que nestes primeiros anos de formação musical lhe deixa uma grande marca. Posteriormente frequentou aulas de guitarra. De fato, desde muito jovem queria ser ceramista, mas uma série de acontecimentos trouxeram-na para o mundo profissional da canção.

### Os anos 1960 e 1970
O seu primeiro concerto a solo ocorreu no dia 4 de dezembro do 1965, no Hotel Jaume I de Palma, se bem que no ano de 1964 já havia acompanhado uma conferência do seu pai sobre a canção francesa e fazia cinco meses que, a 26 de junho, tinha participado no I Festival da "Nova Cançó", que se celebrou no mesmo hotel, convidada por Els Setze Jutges, importante movimento de cantautores catalães do qual o seu irmão, Joan Ramon Bonet Verdaguer que  fazia parte desde abril daquele ano.
No ano 1966 muda-se para Barcelona para continuar os estudos de cerâmica na Escola Massana e a 19 de dezembro realiza o seu primeiro concerto "profissional", no bar a 'Ovella Negra de Barcelona, como membro número 14 de 'Els Setze Jutges. Começa a trabalhar na fábrica de cerâmica de Jordi Aguadé, trabalho que conjuga com os recitais. No ano seguinte faz atua em Maiorca com o seu irmão Joan Ramon e com Joan Manuel Serrat, atua no Teatro Romea de Barcelona, o 5 de março, juntamente com Raimon, Francesc Pi da Serra e Guillermina Motta e também grava o seu primeiro singelo Canções de Menorca, com canções populares de Menorca, que apresenta à Gruta do Dragão, do 4 ao 8 de julho.